# Löwenbräu

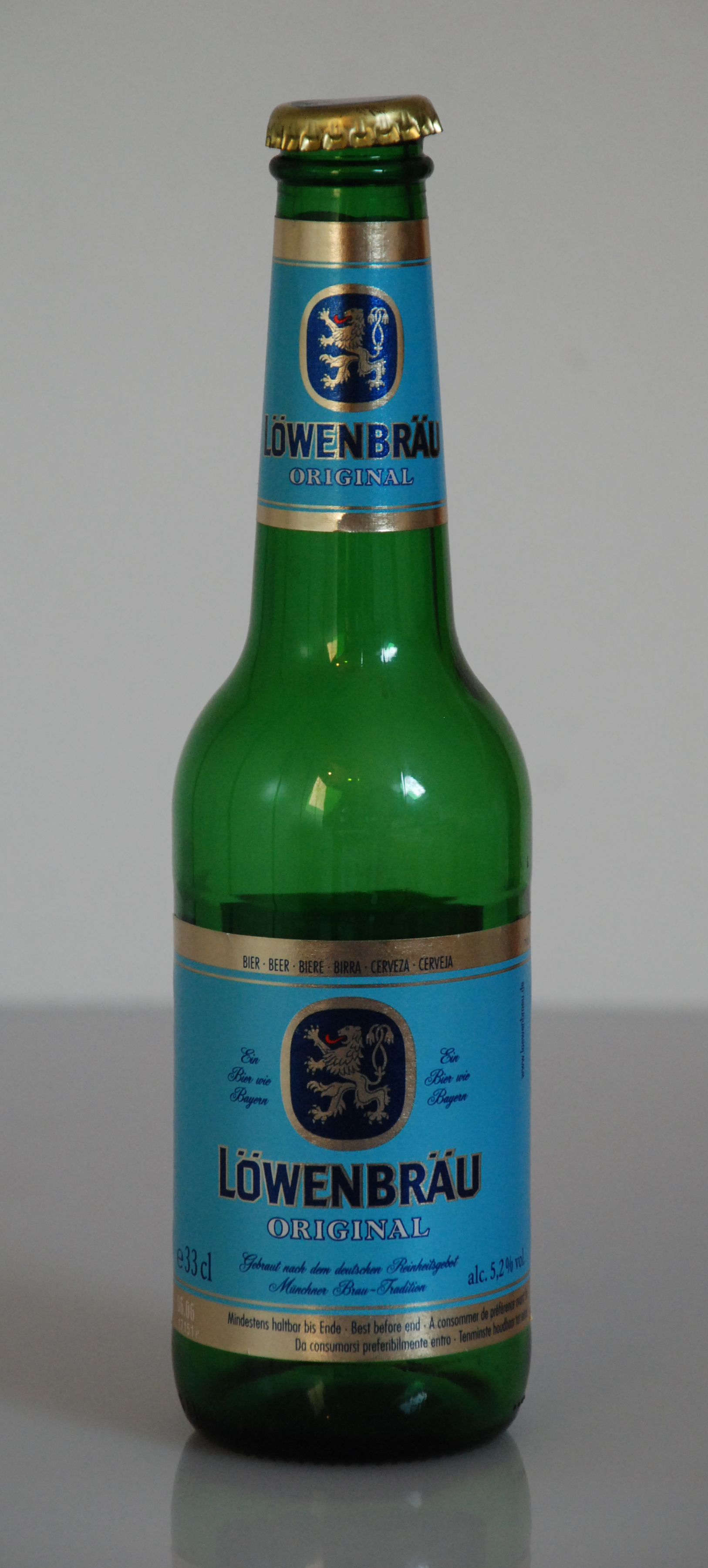
Botella de Löwenbräu Original.

Löwenbräu (en español «Cervecería de los Leones») es una cervecera con sede en Múnich, Alemania y que elabora cerveza siguiendo la Ley de pureza de 1516. Desde 1997 pertenece, junto a Spatenbräu a Spaten-Löwenbräu-Gruppe, el cual a su vez está controlado por el grupo Anheuser-Busch InBev.

## Historia
Löwenbräu fue fundada en el año 1383 en Múnich, Alemania y cuenta la historia que en ese año se sirvió por primera vez una Löwenbräu en la posada Zum Lowen. Los primeros afortunados en disfrutar su sabor lo hicieron en el imponente vaso chopp, cuya resistencia hacía posible brindar con confianza entre los amigos. Su particular Asa permitía a mozos y azafatas cargar 4 por vez, además de evitar el contacto del vaso con las manos, logrando que la cerveza se mantenga fresca en todo momento.
En 1818 George Brey, un cervecero de origen bávaro, departamento en el sur de Alemania adquiere la cervecera Löwenbräu. En 1826, las operaciones de la cervecera se trasladan a una nueva localización, más moderna y más espaciosa. La mudanza se completó en el año 1851. En 1863, Löwenbräu ya es la cervecera más  grande de la ciudad de Múnich, produciendo un cuarto de todo el consumo de cerveza de la ciudad.
Entre los años 1882 y 1883, se construyó el “Löwenbräu Keller” (la bodega de Löwenbräu), un castillo que funciona como un centro de eventos ubicado al costado de la fábrica de Löwenbräu. En 1886, el logo del león fue registrado como tal. La cervecera llegó a ser la más grande de Alemania por, aproximadamente, todo el siglo siguiente, y una de las cervezas más exportadas de toda Europa, alcanzando en 1928, la venta de un millón de hectolitros de cerveza por año, un récord para la época.
Durante la Segunda Guerra Mundial en 1945, un bombardeo aéreo de las fuerzas aliadas destruyó las instalaciones de la cervecera. Después de la guerra la cervecería fue reconstruida y retomó su producción con mucho más fuerza  y determinación. A partir de ello, en 1948, volvió a exportar a toda Europa, empezando por Suiza.
Desde el 2004, Löwenbräu forma parte del grupo cervecero Anheuser-Busch InBev, un grupo que aglutina a más de 200 marcas.

## Productos
- Löwenbräu Urtyp, con un 5,4% de alcohol, color oro-amarillo.
- Löwenbräu Dunkel, con un 5,5% de alcohol, color ámbar-oscuro.
- Löwenbräu Original, con un 5,2% de alcohol, color oro-amarillo, muy brillante.
- Löwen Weisse, con un 5,2% de alcohol, de trigo, de color oro-amarillo con la turbiedad natural del trigo.
- Löwenbräu Schwarze Weisse, con un 5,2% de alcohol, color oscuro.
- Löwenbräu Premium Pils, con un 5,2% de alcohol, color amarillo, brillante.
- Löwenbräu Alkoholfrei, sin alcohol (<0,5% de alcohol), color claro brillante.
- Löwenbräu Radler, con un 2,5% de alcohol, color amarillo-claro, lucido brillante.
- Löwenbräu Triumphator, con un 7,6% de alcohol, color negro oscuro lucido.
- Löwenbräu Oktoberfestbier, con un 6,1% de alcohol, color claro brillante.